# 1642 w literaturze
Wydarzenia literackie w 1642 roku.

## Urodzili się
- Edward Taylor
- Thomas Shadwell
- Saikaku Ihara
- Bedil Abdur Ghadir

## Zmarli
- Francis Kynaston, angielski poeta i tłumacz